# Cybister zimmermanni
Cybister zimmermanni är en skalbaggsart som beskrevs av Mouchamps 1957. Cybister zimmermanni ingår i släktet Cybister och familjen dykare. Inga underarter finns listade i Catalogue of Life.